# Dragi sosedje
Dragi sosedje je slovenska humoristična televizijska nanizanka, ki se je predvajala med tednom zvečer na Planet TV od februarja 2017 do decembra 2018.

## Vsebina
Serija predstavlja komične zaplete sostanovalcev večstanovanjske stavbe v tipični slovenski soseski. Dve družini, dva študenta, zapeljiva soseda, vsevedi hišnik in ostali liki živijo razgibano življenje, polno prepirov, težav, ljubezenskih prigod in prijateljstev.

## Sezone
| Sezona | Sezona | Epizode | Začetek        | Konec         |
| ------ | ------ | ------- | -------------- | ------------- |
|        | 1      | 72      | februar 2017   | junij 2017    |
|        | 2      | 72      | september 2017 | december 2017 |
|        | 3      | 72      | marec 2018     | junij 2018    |
|        | 4      | 72      | september 2018 | december 2018 |

## Liki
| Igralec/-ka          | Vloga                                      | Sezone     |
| -------------------- | ------------------------------------------ | ---------- |
| Vesna Slapar         | Marta Pliberšek                            | 1, 2, 3, 4 |
| Marko Miladinović    | Mojmir Pliberšek, Martin mož               | 1, 2, 3, 4 |
| Matija David Brodnik | Leon Pliberšek, sin Marte in Mojmirja      | 1, 2, 3, 4 |
| Tina Gorenjak        | Suzana Hrušovar                            | 1, 2, 3, 4 |
| Nenad Tokalić - Nešo | Andrej Jovanovič, Suzanin mož              | 1, 2, 3, 4 |
| Mak Tepšić           | Nik Hrušovar, Suzanin sin iz prvega zakona | 1, 2, 3, 4 |
| Zoran Cvijanović     | Miloš Gazivoda, upokojenec                 | 1, 2, 3, 4 |
| Mario Ćulibrk        | Luka Langerholz, študent                   | 1, 2, 3, 4 |
| Jernej Kogovšek      | Boris Krajnc, študent                      | 1, 2, 3, 4 |
| Inti Šraj            | Sara Jagodic, lepa soseda                  | 1, 2, 3, 4 |
| Jaša Jamnik          | Filip Zakrajšek, bogat lastnik nepremičnin | 2, 3, 4    |
| Judita Zidar         | Nela Zakrajšek, Filipova žena              | 2, 3, 4    |
| Matej Puc            | doktor Golob, zdravnik iz bloka            | 2, 3, 4    |
| Desa Muck            | gospa Čužnik, upokojena soseda             | 2, 3, 4    |
| Mojca Fatur          | Neža Puh, Cirilova žena                    | 3, 4       |
| Miha Bezeljak        | Ciril Puh, inženir                         | 3, 4       |